# Chapadas das Mangabeiras
Chapadas das Mangabeiras is een van de 21 microregio's van de Braziliaanse deelstaat Maranhão. Zij ligt in de mesoregio Sul Maranhense en grenst aan de deelstaat Piauí in het zuidoosten en oosten, de mesoregio Leste Maranhense in het noordoosten en noorden, de mesoregio Centro Maranhense en de microregio Porto Franco in het noordwesten en de microregio Gerais de Balsas in het westen en zuidwesten. De microregio heeft een oppervlakte van ca. 16.877 km². Midden 2004 werd het inwoneraantal geschat op 64.548.
Acht gemeenten behoren tot deze microregio:
- Benedito Leite
- Fortaleza dos Nogueiras
- Loreto
- Nova Colinas
- Sambaíba
- São Domingos do Azeitão
- São Félix de Balsas
- São Raimundo das Mangabeiras

Mesoregio's: Centro Maranhense · Leste Maranhense · Norte Maranhense · Oeste Maranhense · Sul Maranhense

Microregio's: Aglomeração Urbana de São Luís · Alto Mearim e Grajaú · Baixada Maranhense · Baixo Parnaíba Maranhense · Caxias · Chapadas das Mangabeiras · Chapadas do Alto Itapecuru · Chapadinha · Codó · Coelho Neto · Gerais de Balsas · Gurupi · Imperatriz · Itapecuru Mirim · Lençóis Maranhenses · Litoral Ocidental Maranhense · Médio Mearim · Pindaré · Porto Franco · Presidente Dutra · Rosário